# Rhizopulvinaria viridis
Rhizopulvinaria viridis är en insektsart som beskrevs av Borchsenius 1952. Rhizopulvinaria viridis ingår i släktet Rhizopulvinaria och familjen skålsköldlöss. Inga underarter finns listade i Catalogue of Life.